# Governatorato di Pskov
Il governatorato di Pskov (in russo Псковская губерния?) è stato una gubernija dell'Impero russo. Il capoluogo era Pskov.